# Markarian 876
Markarian 876 (ou Mrk 876) est une très vaste galaxie (elliptique ?) relativement éloignée et située dans la constellation du Dragon. Sa vitesse par rapport au fond diffus cosmologique est de 36 299 ± 60 km/s, ce qui correspond à une distance de Hubble de 535,4 ± 37,5 Mpc (∼1,75 milliard d'al).
Mrk 876 est une galaxie active de type Seyfert 1.
Sur l'image du télescope spatial Hubble (dans l'encadré ci-contre à droite), Mrk 876 présente une structure très perturbée suggérant qu'elle est en interaction gravitationnelle avec une galaxie proche ou qu'elle résulte d'une fusion de galaxies. La galaxie spirale barrée visible en haut de l'image est 2MASS J16135891+6543293. Sa distance de Hubble est de 570,35 ± 39,92 Mpc (∼1,86 milliard d'al), ce qui signifie qu'il est peu probable qu'elle soit en interaction avec Mrk 876.